# کریستیان دوریولا
کریستیان دوریولا (به فرانسوی: Christian d'Oriola) ورزشکار مرد رشتهٔ شمشیربازی اهل کشور فرانسه است. وی در بین سال‌های ‎۱۹۴۸ تا ۱۹۵۶ میلادی در مسابقات بازی‌های المپیک تابستانی در مجموع ۶ مدال، شامل ۴ مدال طلا و ۲ نقره را کسب کرد.